# Индейская церковь
«Индейская церковь» (англ. The Indian Church) — картина канадской художницы Эмили Карр, написана в 1929 году и представляет собой живопись маслом на холсте размером 108,6×68,9 см. В настоящее время хранится в Художественной галерее Онтарио в Торонто. Лоурен Харрис, член «Группы семи» приобрёл картину и выставил полотно у себя в столовой; он считал эту картину лучшим произведением Эмили Карр. В 1930 году картина была представлена публике на Пятой ежегодной выставке канадского искусства, организованной Национальной галереей Канады. В 1938 году картина была выбрана для выставки под названием «Век канадского искусства» в галерее Тейт. Выставка была описана Винсентом Мэсси, как «наиболее представительный показ канадской живописи и скульптуры, включая все школы и все периоды». Искусствоведы причисляют эту картину к «переходному» периоду в творчестве художницы, так, как в ней заметен переход Карр от изображения традиционного быта канадских индейцев к изображению самой на земли.
В автобиографии художница писал, что она «глубоко погрузилась в предмет». Она писала картину в Дружеской бухте, возле маяка. Когда Карр увидела свою картину в доме Харриса, она воскликнула: «Дом, должно быть, околдовал её! Она стала лучше, чем я думала». Художница избегала разговоров о картине, так, как стеснялась комплиментов в свой адрес. Полотно стало одной из наиболее цитируемых работ Карр. Художественной галерее Онтарио картина была подарена бизнесменом Чарльзом Бандом.

## История создания
Весной 1929 года Карр отправилась на поезде через остров Ванкувер в Порт-Альберни, откуда на пароходе приплыла на остров Нутка. На острове ею был написан ряд эскизов на пленэре, среди которых был и эскиз белой церкви. Вернувшись в Викторию, она дорисовала кресты вокруг храма. Так на картине появилось изображение кладбища. Художница отказалась от изображения других зданий рядом с церковью, как это было в случае с настоящим храмом, чтобы подчеркнуть изоляцию церкви на фоне нетронутой природы. Карр также добавила в картину элемент опасности в виде волнистого тёмно-зелёного подлеска, вздымающегося перед храмом.

## Критика
Лоурен Харрис, член «Группы семи», с воодушевлением принял картину Карр, о чём поделился с ней лично. Он сказал художнице, что отправил полотно на американскую художественную выставку, убеждённый в том, что произведение Карр было лучшим из всего, что он видел. Харрис считал картину шедевром. Карр с трудом выслушивала положительные отзывы о своей работе, так, как на протяжении большей части творческой биографии художницы её произведения подвергались жёсткой критике, к которой она привыкла, и потому не знала, как реагировать на обратное. Ей было сложно поверить в искренность Харриса. Когда он снова стал рассказывать ей о том, какое неизгладимое впечатление на него произвела её работа, Карр прервала его, сказав, что ей надоела эта старая церковь, и она не хочет больше о ней слышать. Харрис понял, что чувствует Карр, и больше не комментировал картину в присутствии автора, хотя по-прежнему считал «Индейскую церковь» убедительным доказательством того, что художница превзошла в ней рамки нативного искусства канадских аборигенов.
Искусствовед Льюис Дезото, так написал о картине Карр: «Простая белая церковь, которая затмевается скульптурными формами окружающего леса. В ней есть нечто сентиментальное и банальное, и всё же полотно говорит со зрителями, как образ не только жилища на лоне природы, но и человека во вселенной».
Канадская поэтесса Кейт Брайд писала об «Индейской церкви»: «[Карр] добавила дыхание опасности. В завершении картины «Индейская церковь» тёмные кусочки подлеска мчатся, как волны к входной двери маленькой белой церкви. И все же она стоит, держа крест, как качающийся христианский солдат, почти горящий ясным внутренним светом — светом Лоурена Харриса — против зелёных волн, которые угрожают его утопить». Далее поэтесса продолжила: «Возможно, не случайно, что эта картина была куплена Лоуреном Харрисом, который не скупился на восторженные отзывы о ней, сказав, что Эмили никогда не напишет лучше». Последнее замечание разозлило Карр, которая ответила «[она], без сомнений, напишет свои лучшие картины в будущем!».
Рецензент Художественного института Канады Лиза Балдиссара высказала следующее мнение о картине: «В «Индейской церкви», одной из самых важных работ Карр, густая стена леса охватывает церковь, которую Карр написала ярко-белыми красками, что резко контрастирует с тёмным лесом. На этом фоне церковь кажется миниатюрной, что означает, как вторжение, так и уязвимость новых убеждений, принесённых поселенцами». Бальдиссера также сказала, что кресты, окружающие церковь, создают эффект, похожий на «временную фотографию», символизируя движение креста на церковном шпиле, как будто он падал и размножался, чтобы отметить могилы по сторонам храма. По словам рецензента, кресты также символизируют прихожан и служат сигналом неудавшейся миссии. По мнению искусствоведа «отсутствие окон на стенах церкви является ещё одним таким «сигналом», демонстрирующим монолитную и нежилую структуру».
По мнению другого искусствоведа Энн Дэвис, Карр, во время создания картины, была заинтересована познанием божественного в природе и поисками художественных методов, которые могли бы помочь ей изобразить это на полотне. Дэвис отметила: «Плоский фронт здания и геометрическая чёткость его формы заметно контрастируют с органическим объёмом ветвей деревьев и лёгкой рецессией леса. Здесь зачем-то оставлено место между домом природы и домом бога. Ни один из них не подавляет полностью и не доминирует над другим». Дэвис пришла к выводу, что в картине «Карр достигла новой интеграции. Она связала идею и картину вместе новым и убедительным способом».
Искусствовед Маргарет Херст написала о картине следующее: «Стремление Карр к единению с Богом ощутимо. Маленькая христианская церковь установлена среди огромного леса, слегка кубистского по форме, который скрывает небо. Листва образует тонкий подобный тотему лицевой профиль, подталкивающий правую сторону шпиля, демонстрируя переходное религиозное настроение Карр и её стремление объединить бога и природу».

## Смена названия в 2018 году
В 2018 году, через 73 года после смерти Карр, Художественная галерея Онтарио переименовала картину в «Церковь в деревне Юкот» из-за негативного значения термина «индеец». Ян Росс, куратор Дома Эмили Карр, раскритиковал переименование картины, заявив, что «переименование работы, противоречащее намерениям художника, равносильно „цензуре“». Он добавил: «Это священно. Это грабит художника... Я думаю, нам следует рассматривать вещи в контексте их времени».

#### Статья
- Hirst M. The Spiritual and Artistic Journey of Emily Carr (англ.) // Saeculum Undergraduate Academic Journal : journal. — 2009. — No. 1. — P. 53—62.